# Aurelia Orestilla
Aurelia Orestilla (fl. I secolo a.C.) è stata una donna romana, seconda moglie di Lucio Sergio Catilina e figlia di Gneo Aufidio Oreste (console nel 71 a.C.).
Secondo quanto riportato da Sallustio in De Catilinae coniuratione appare come una donna accettata solo per la sua bellezza. Sia Aurelia che Catilina avevano avuto un precedente matrimonio da cui avevano avuto dei figli; un maschio Catilina ed una femmina Aurelia. Secondo quanto affermato da Sallustio, probabilmente per screditare Catilina, siccome Aurelia aveva inizialmente rifiutato la proposta di matrimonio di Catilina, temendo la reazione del figlio maschio già grande, questi avrebbe ucciso il suo stesso figlio per spianare la strada al matrimonio.
La figlia di Aurelia Orestilla era promessa sposa al giovane Cornificius nel 49 a.C.